# باين ماونتن (جورجيا)
باين ماونتن (بالإنجليزية: Pine Mountain, Harris County, Georgia)‏ هي بلدة تقع في مقاطعة هاريس، جورجيا، مقاطعة ميريويذر، جورجيا بولاية جورجيا في الولايات المتحدة. تبلغ مساحتها 7.3 (كم²)، وترتفع عن سطح البحر م، بلغ عدد سكانها 1141 نسمة في عام 2000 حسب إحصاء مكتب تعداد الولايات المتحدة وتصل الكثافة السكانية فيها 156.3 نسمة/كم2.

## معرض صور

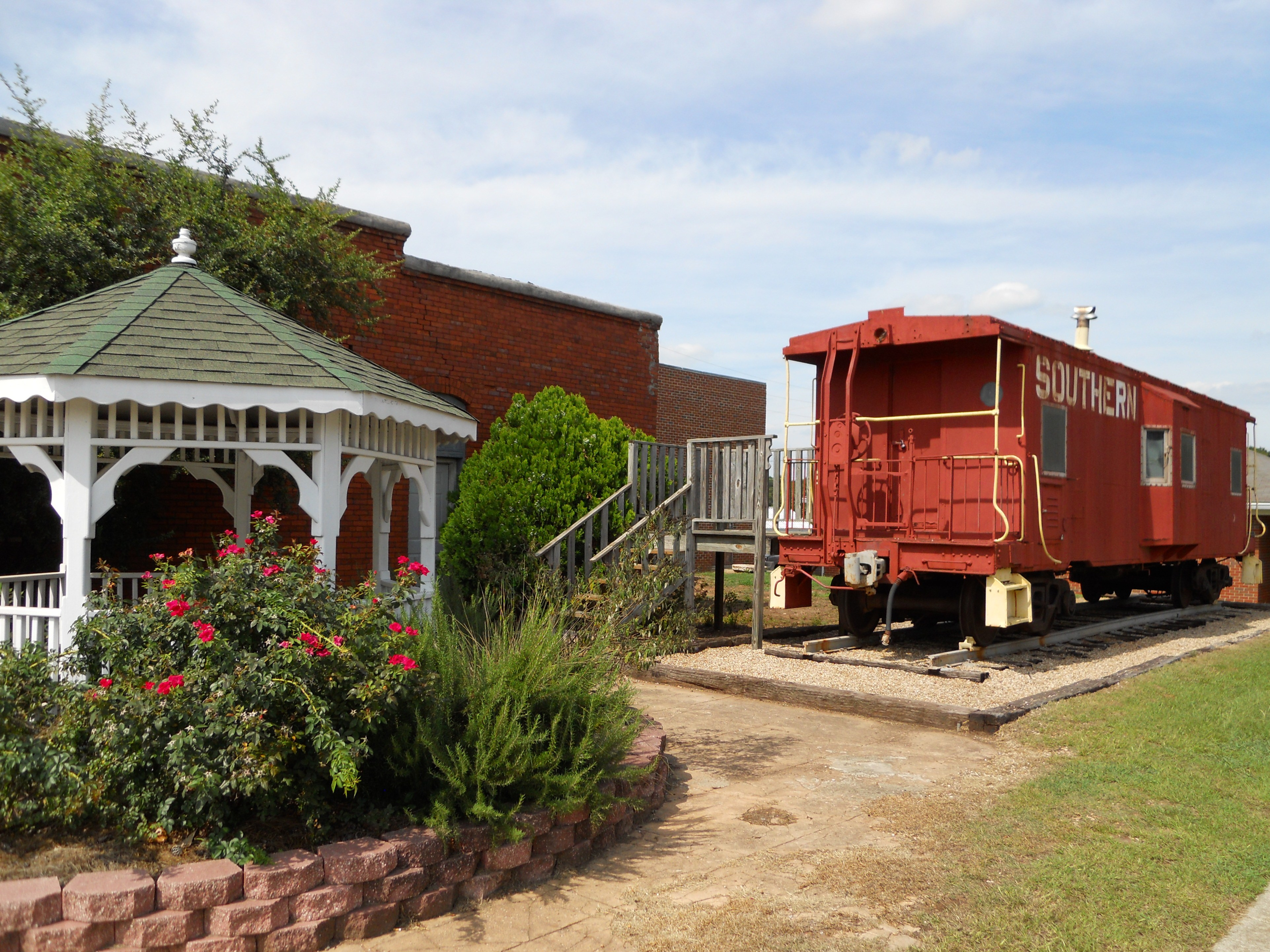
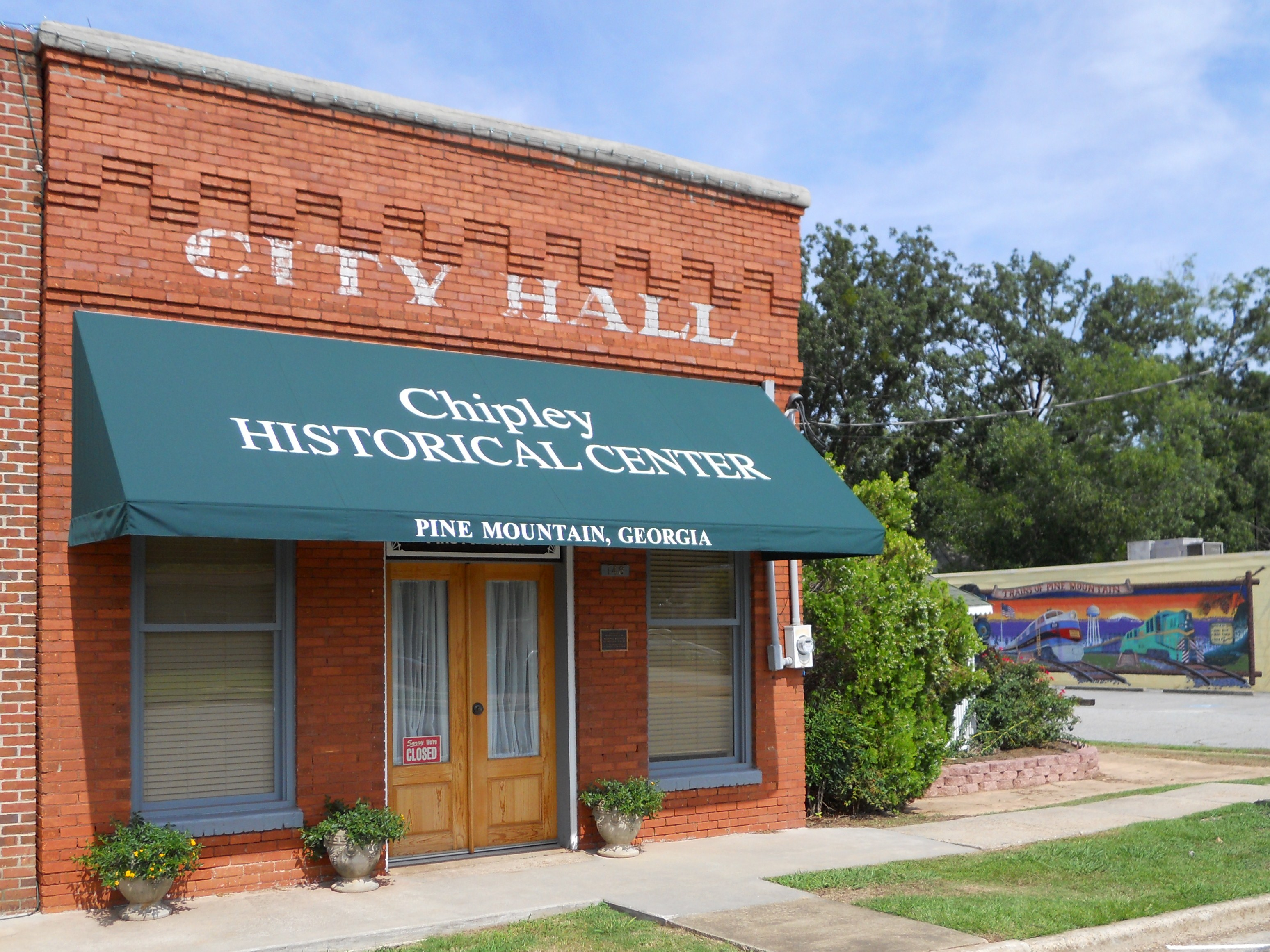
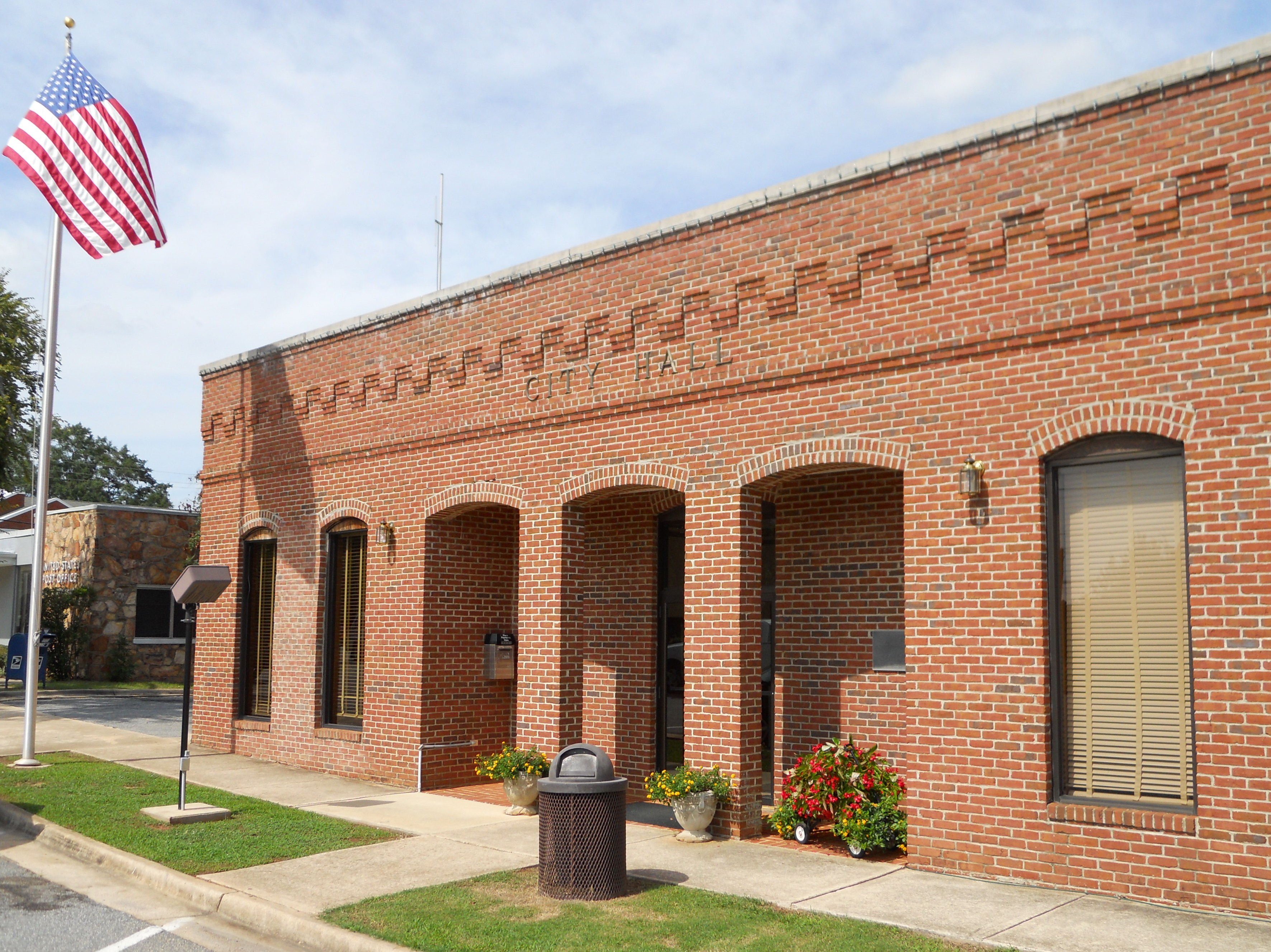

## وصلات خارجية
- The US50 - Cities and Towns in Georgia State
- Georgia Cities and Towns, Facts, Map, Flag, Colleges, Government, and More